# Żytomierz (stacja kolejowa)
Żytomierz (ukr. Житомир, ros. Житомир) – węzłowa stacja kolejowa w miejscowości Żytomierz, w obwodzie żytomierskim, na Ukrainie.
Stacja powstała w 1895. Początkowo obsługiwała ruch na linii wąskotorowej do Berdyczowa.